# Místo slepých cest
Místo slepých cest (v anglickém originále The Place of Dead Roads) je román amerického spisovatele Williama Sewarda Burroughse z roku 1983. V češtině vyšel v roce 2001 v nakladatelství Volvox Globator v překladu Josefa Rauvolfa. Jde o druhou část trilogie, kterou dále tvoří knihy Města rudých nocí (1981) a Západní země (1987). Vypráví příběh homosexuálního pistolníka z amerického Západu; začíná jeho smrtí v roce 1899 a postupně přibližuje různé epizody z jeho života, včetně doby odehrávající se desítky let po jeho „smrti“. Burroughs v knize rovněž rozsáhle popisuje střelné zbraně.